# Церпиці (Куявсько-Поморське воєводство)
Церпиці (пол. Cierpice) — село в Польщі, у гміні Велика Нешавка Торунського повіту Куявсько-Поморського воєводства.
Населення — 1295 осіб (2011).
У 1975-1998 роках село належало до Торунського воєводства.

## Демографія
Демографічна структура станом на 31 березня 2011 року:
|          | Загалом | Допрацездатний вік | Працездатний вік | Постпрацездатний вік |
| -------- | ------- | ------------------ | ---------------- | -------------------- |
| Чоловіки | 652     | 156                | 445              | 51                   |
| Жінки    | 643     | 133                | 402              | 108                  |
| Разом    | 1295    | 289                | 847              | 159                  |